# Эфеб Неаполитанский
Эфеб (III — IV века) — епископ Неаполя; святой (дни памяти — 23 мая, в Неаполе — 8 ноября).

## Биография
Святой Эфеб (также известный как Евфебий и названный неаполитанцами Эфрамом) был римским епископом, которого католическая церковь считала святым и соотечественником неаполитанцев.
Из немногих дошедших до нас сведений известно, что святой Эфеб был епископом Неаполя в конце III — начале IV веков. Согласно преданию, он был добрым пастырем и стойким защитником своей общины. Его помнят как чудотворца, и с его именем связывают множество чудес.
Похоронен на пригородном кладбище, которое было названо в его честь катакомбами святого Эфеба. Его святые мощи были перенесены, вероятно, в IX веке в неаполитанский собор. Согласно народному преданию, вернулись на первое место захоронения, расположенное в современной неаполитанском районе Сант-Эфремо Веккьо, где его почитание особенно распространено.
Память святого совершается 23 мая. Неаполитанская церковь также поминает его 8 ноября, в день празднования памяти «святых епископов неаполитанской Церкви». С 1673 года он почитается одним из покровителей города Неаполь.